# Sangaste
Ne doit pas être confondu avec Sangatte.
Cet article concerne le village. Pour l'ancienne commune, voir Commune de Sangaste.
Sangaste est un petit bourg de la commune d'Otepää, situé dans le comté de Valga en Estonie.

## Géographie
Le village est situé à 25 km au nord-est de la ville de Valga.

## Histoire
Appelé Sagnitz, il fait partie du gouvernement de Livonie à l'époque de l'Empire russe. Après l'indépendance de l'Estonie, il prend le nom de Sangaste en 1920.
Il est le chef-lieu de la commune du même nom jusqu'à la réorganisation administrative d'octobre 2017 où elle est supprimée et rattachée à celle d'Otepää.

## Démographie
En 2019, la population s'élevait à 212 habitants.

## Sites et monuments
- Le village est surtout connu pour son château, aujourd'hui hôtel, construit entre 1879 et 1881 pour le comte von Berg. La légende raconte que le comte aurait fait construire ce château en s'inspirant de ceux de Windsor et de Balmoral, car il aurait été éconduit par le père d'une jeune aristocrate anglaise refusant d'accorder la main de sa fille à un « Russe sauvage ». Ce qui d'ailleurs faisait preuve d'inculture de la part de ce lord, car même si ces terres faisaient partie de l'Empire russe, la famille von Berg était d'origine germano-balte, c'est-à-dire allemande installée ici au Moyen Âge.

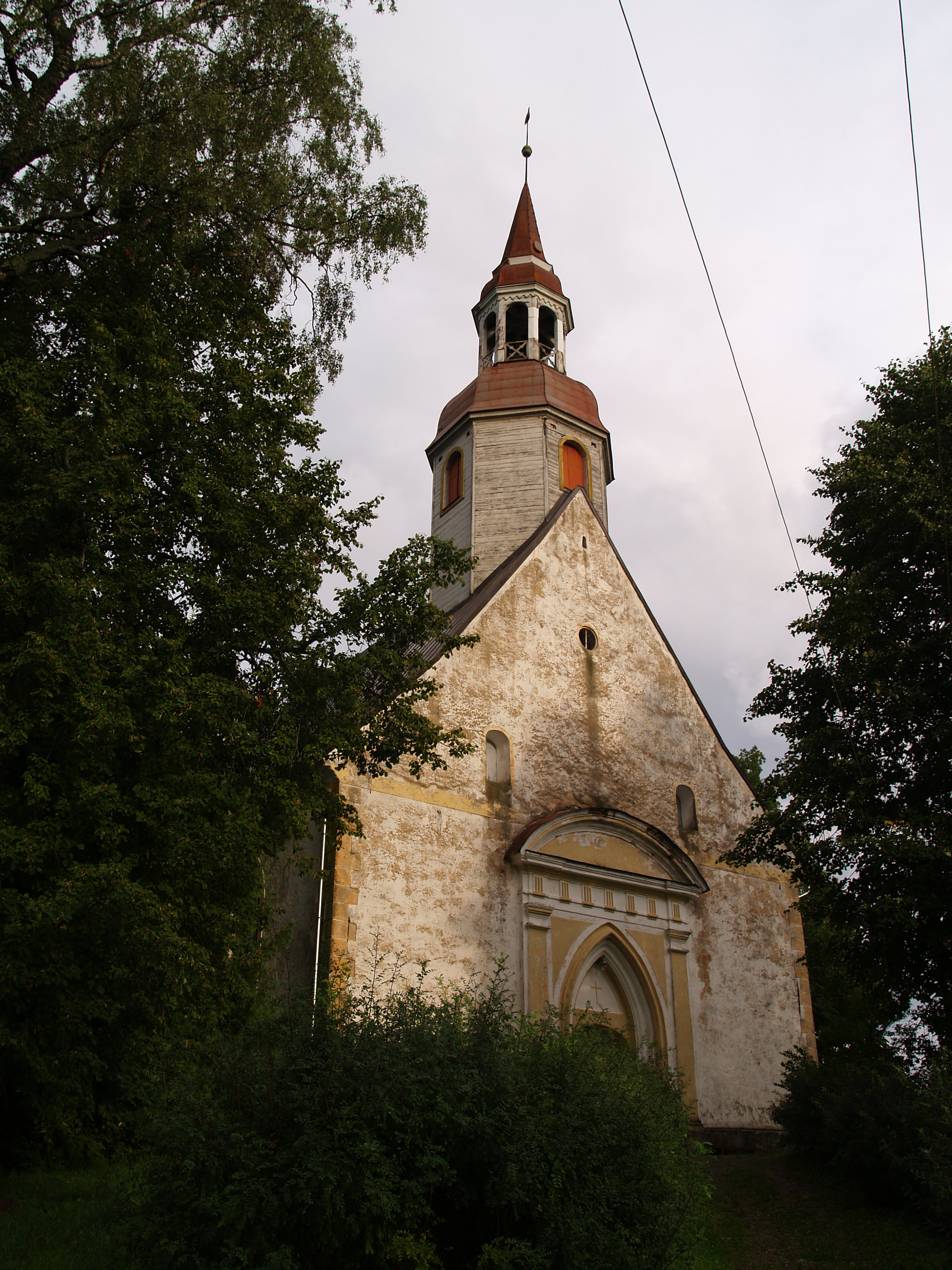
Vue de l'église Saint-André

- L'église Saint-André est celle d'une paroisse fondée en 1389, puis passée au protestantisme luthérien au XVIe siècle. L'église a été restaurée au XVIIIe siècle. Le portail avec ses pilastres néoclassiques date de la seconde moitié du XIXe siècle.